# Achipteria catskillensis
Achipteria catskillensis är en kvalsterart som beskrevs av Nevin 1977. Achipteria catskillensis ingår i släktet Achipteria och familjen Achipteriidae. Inga underarter finns listade i Catalogue of Life.